# The Great White Trail
The Great White Trail é um filme norte-americano de 1917, do gênero drama, dirigido por Leopold Wharton e estrelado por Doris Kenyon.

## Elenco
- Doris Kenyon - Prudence Carrington
- Paul Gordon - George Carrington
- Thomas Holding - Reverendo Arthur Dean
- Hans Roberts - Charles Ware
- Louise Hotaling - Marie
- F. W. Stewart - (*como Richard Stewart)
- Edgar L. Davenport - Donald Ware (*como Edgar Davenport)
- Dick Bennard - Grocer
- Bessie Wharton - Guardião de Marie